# Vasaloppet 2019
Vasaloppet 2019 avgjordes söndagen den 3 mars 2019 mellan Berga by i Sälen och Mora och blev det 95:e Vasaloppet. 15 800 deltagare var anmälda, vilket också är det maximala antalet som arrangören tillåter. Starten gick klockan 08:00 (UTC+1). Emma Höglund var kranskulla och Victor Sticko var kransmas. Vinnare på herrsidan blev Tore Bjørseth Berdal från Norge på tiden 04:39:15. Vinnare på damsidan blev Britta Johansson Norgren från Sverige på tiden 04:54:24.

## Slutresultat, herrar
Not: Pl = Placering, Nr = Startnummer, Tid = Sluttid
| Pl | Nr | Namn                 | Klubb         | Land     | Tid      |
| -- | -- | -------------------- | ------------- | -------- | -------- |
| 1  | 21 | Tore Bjørseth Berdal |               | Norge    | 04:39:15 |
| 2  | 3  | Stian Hoelgaard      |               | Norge    | 04:39:26 |
| 3  | 17 | Torleif Syrstad      |               | Norge    | 04:39:27 |
| 4  | 1  | Andreas Nygaard      |               | Norge    | 04:39:28 |
| 5  | 9  | Tord Asle Gjerdalen  |               | Norge    | 04:39:28 |
| 6  | 7  | Stanislav Řezáč      |               | Tjeckien | 04:39:28 |
| 7  | 8  | Anders Aukland       |               | Norge    | 04:39:29 |
| 8  | 13 | Øyvind Moen Fjeld    |               | Norge    | 04:39:29 |
| 9  | 11 | Oskar Kardin         | Östersunds SK | Sverige  | 04:39:29 |
| 10 | 67 | Chris Jespersen      |               | Norge    | 04:39:29 |

## Slutresultat, damer
Not: Pl = Placering, Nr = Startnummer, Tid = Sluttid
| Pl | Nr  | Namn                     | Klubb               | Land      | Tid      |
| -- | --- | ------------------------ | ------------------- | --------- | -------- |
| 1  | 504 | Britta Johansson Norgren | Sollefteå Skidor IF | Sverige   | 04:54:24 |
| 2  | 501 | Lina Korsgren            | Korsgren            | Sverige   | 04:58:11 |
| 3  | 503 | Kateřina Smutná          |                     | Tjeckien  | 04:58:13 |
| 4  | 521 | Kari Vikhagen Gjeitnes   |                     | Norge     | 05:02:14 |
| 5  | 520 | Maria Gräfnings          | Falun Borlänge SK   | Sverige   | 05:03:36 |
| 6  | 502 | Astrid Øyre Slind        |                     | Norge     | 05:06:00 |
| 7  | 511 | Maria Kromer             |                     | Frankrike | 05:11:41 |
| 8  | 522 | Sofie Elebro             | Östersunds SK       | Sverige   | 05:11:52 |
| 9  | 506 | Heli Heiskanen           |                     | Finland   | 05:12:26 |
| 10 | 507 | Laila Kveli              |                     | Norge     | 05:15:39 |

## Spurtpriser

### Herrar
| Kontroll     | Nr  | Namn                 | Klubb                    | Land     | Tid      |
| ------------ | --- | -------------------- | ------------------------ | -------- | -------- |
| Smågan       | 166 | Olle Jonsson         | Trillevallens Sportklubb | Sverige  | 00:36:00 |
| Mångsbodarna | 166 | Olle Jonsson         | Trillevallens Sportklubb | Sverige  | 01:18:03 |
| Risberg      | 43  | Johannes Eklöf       | IF Hallby SOK            | Sverige  | 01:50:57 |
| Evertsberg   | 7   | Stanislav Řezáč      |                          | Tjeckien | 02:32:02 |
| Oxberg       | 137 | Andreas Holmberg     | IFK Mora SK              | Sverige  | 03:14:08 |
| Hökberg      | 15  | Morten Eide Pedersen |                          | Norge    | 03:44:00 |
| Eldris       | 146 | Petter Eliassen      |                          | Norge    | 04:14:26 |

### Damer
| Kontroll     | Nr  | Namn                     | Klubb               | Land     | Tid      |
| ------------ | --- | ------------------------ | ------------------- | -------- | -------- |
| Smågan       | 503 | Kateřina Smutná          |                     | Tjeckien | 00:36:25 |
| Mångsbodarna | 504 | Britta Johansson Norgren | Sollefteå Skidor IF | Sverige  | 01:18:25 |
| Risberg      | 504 | Britta Johansson Norgren | Sollefteå Skidor IF | Sverige  | 01:52:01 |
| Evertsberg   | 504 | Britta Johansson Norgren | Sollefteå Skidor IF | Sverige  | 02:34:09 |
| Oxberg       | 504 | Britta Johansson Norgren | Sollefteå Skidor IF | Sverige  | 03:18:25 |
| Hökberg      | 504 | Britta Johansson Norgren | Sollefteå Skidor IF | Sverige  | 03:51:08 |
| Eldris       | 504 | Britta Johansson Norgren | Sollefteå Skidor IF | Sverige  | 04:24:35 |